# Olympische Sommerspiele 2020/Leichtathletik – 100 m Hürden (Frauen)
Der 100-Meter-Hürdenlauf der Frauen bei den Olympischen Spielen 2020 in Tokio fand vom 31. Juli bis 2. August 2021 im neuerbauten  Nationalstadion statt.
Olympiasiegerin wurde Jasmine Camacho-Quinn aus Puerto Rico. Silber gewann die US-Amerikanerin Kendra Harrison, Bronze ging an die Jamaikanerin Megan Tapper.

## Aktuelle Titelträgerinnen
| Olympiasiegerin                         | Brianna Rollins ( USA)       | 12,48 s | Rio de Janeiro 2016 |
| Weltmeisterin                           | Nia Ali ( USA)               | 12,34 s | Doha 2019           |
| Europameisterin                         | Elwira Herman ( Belarus)     | 12,67 s | Berlin 2018         |
| Nord-/Zentralamerika-/Karibik-Meisterin | Kendra Harrison ( USA)       | 12,55 s | Toronto 2018        |
| Südamerika-Meisterin                    | Génesis Romero ( Venezuela)  | 13,29 s | Lima 2019           |
| Asienmeisterin                          | Ayako Kimura ( Japan)        | 13,13 s | Doha 2019           |
| Afrikameisterin                         | Tobi Amusan ( Nigeria)       | 12,86 s | Asaba 2018          |
| Ozeanienmeisterin                       | Brianna Beahan ( Australien) | 13,30 s | Townsville 2019     |

## Rekorde

### Bestehende Rekorde
| Weltrekord         | Kendra Harrison ( USA)      | 12,20 s | London, Großbritannien           | 22. Juli 2016  |
| Olympischer Rekord | Sally Pearson ( Australien) | 12,35 s | Finale OS London, Großbritannien | 7. August 2012 |

### Rekordverbesserungen
Es wurde ein neuer olympischer Rekord aufgestellt und darüber hinaus gab es zwei neue Landesrekorde.
- Olympischer Rekord:
  - 12,26 s – Jasmine Camacho-Quinn (Puerto Rico), drittes Halbfinale am 1. August bei einem Gegenwind von 0,2 m/s
- Landesrekorde:
  - 12,75 s – Luminosa Bogliolo (Italien), zweites Halbfinale am 1. August bei Windstille
  - 12,26 s – Jasmine Camacho-Quinn (Puerto Rico), drittes Halbfinale am 1. August bei einem Gegenwind von 0,2 m/s

## Vorrunde
Die Vorrunde wurde in fünf Läufen durchgeführt. Für das Halbfinale qualifizierten sich pro Lauf die ersten vier Athletinnen (hellblau unterlegt). Darüber hinaus kamen die vier Zeitschnellsten, die sogenannten Lucky Loser (hellgrün unterlegt), weiter.

### Lauf 1

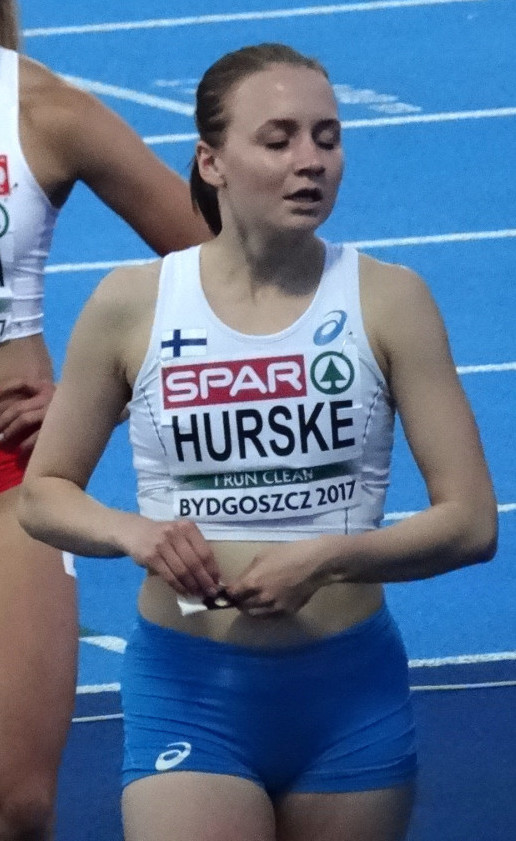
Reetta Hurske – ausgeschieden als Sechste des ersten Vorlaufs

31. Juli 2021, 10:45 Uhr (03:45 Uhr MESZ)
Wind: +1,0 m/s
| Platz | Name                | Nation              | Zeit (s) | Anmerkung |
| ----- | ------------------- | ------------------- | -------- | --------- |
| 1     | Andrea Vargas       | Costa Rica          | 12,71    | SB        |
| 2     | Nadine Visser       | Niederlande         | 12,72    | SB        |
| 3     | Gabriele Cunningham | USA                 | 12,83    |           |
| 4     | Cindy Sember        | Großbritannien      | 13,00    |           |
| 5     | Chen Jiamin         | Volksrepublik China | 13,09    |           |
| 6     | Reetta Hurske       | Finnland            | 13,10    |           |
| 7     | Ayako Kimura        | Japan               | 13,25    |           |
| 8     | Ricarda Lobe        | Deutschland         | 13,43    |           |

Weitere im ersten Vorlauf ausgeschiedene Hürdensprinterinnen:

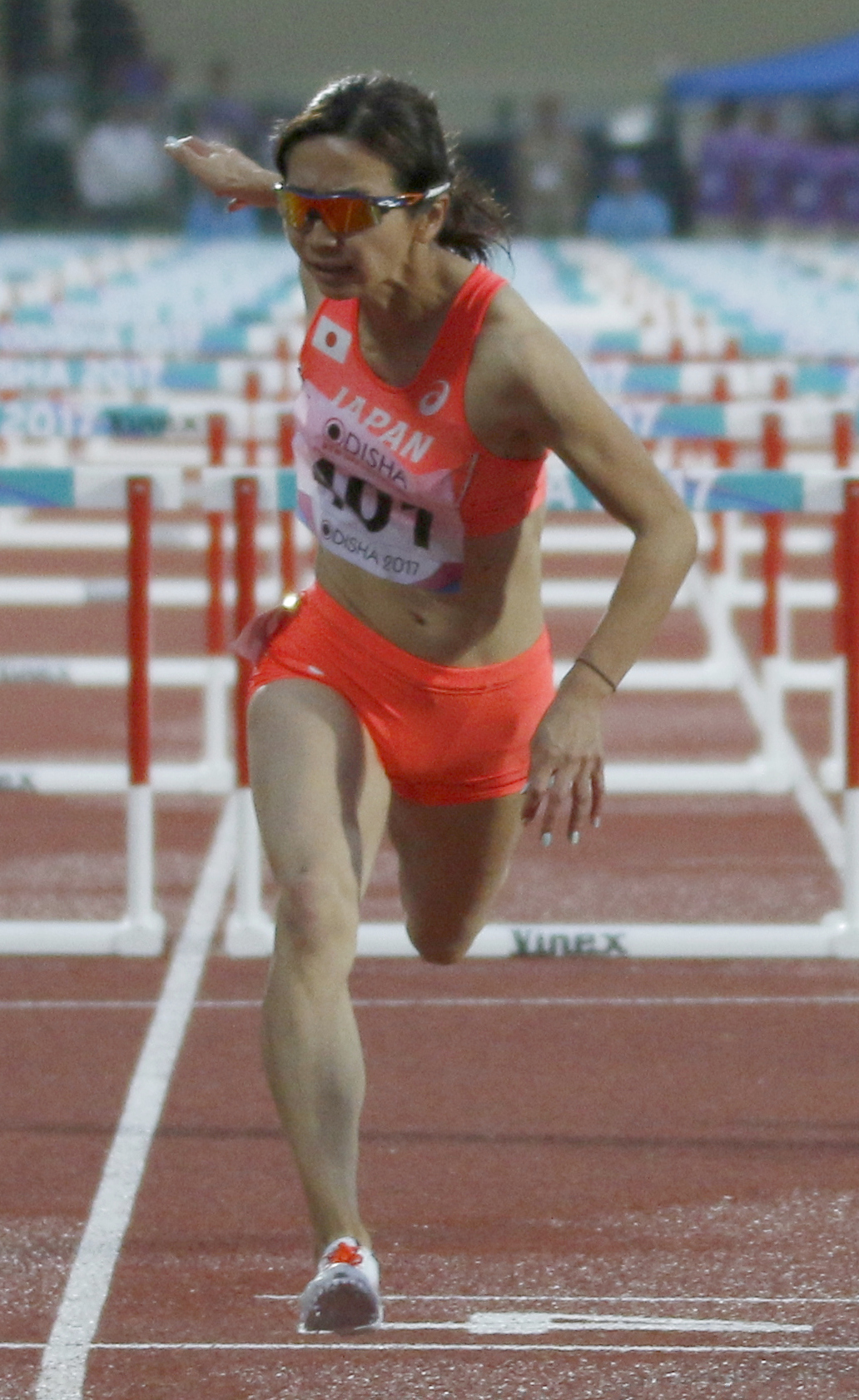
Ayako Kimura – Rang sieben
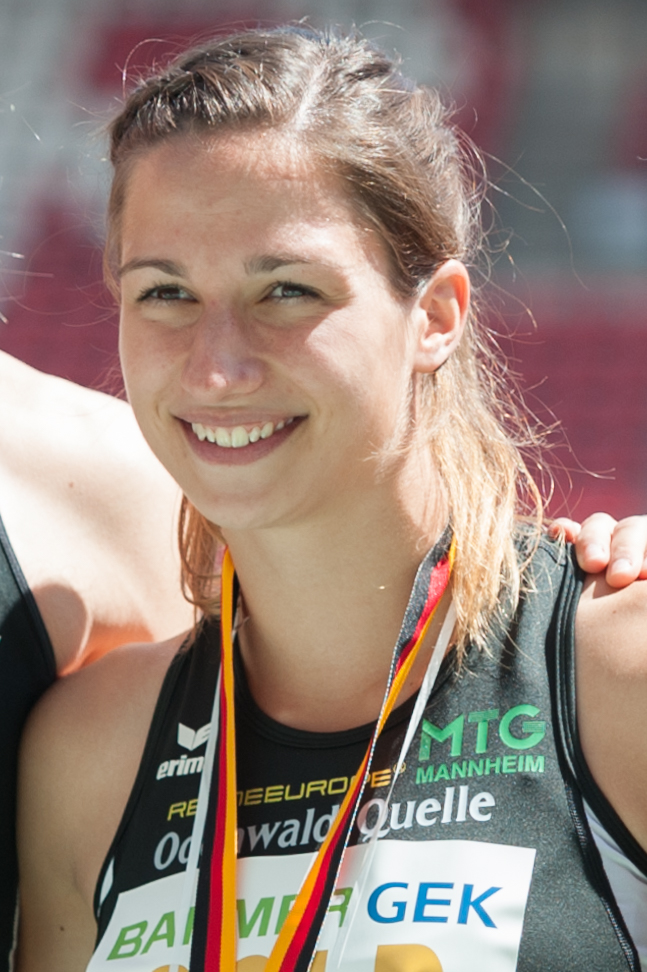
Ricarda Lobe – Rang acht

### Lauf 2

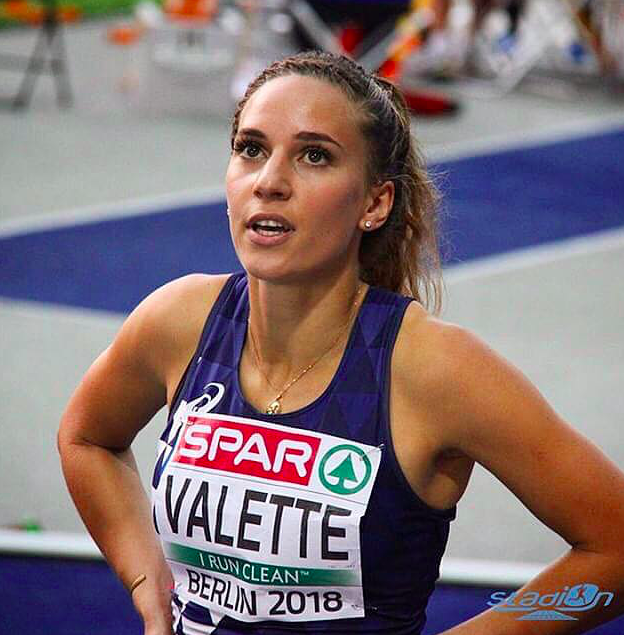
Laura Valette – ausgeschieden als Achte
des zweiten Vorlaufs

31. Juli 2021, 10:53 Uhr (03:53 Uhr MESZ)
Wind: +0,4 m/s
| Platz | Name              | Nation     | Zeit (s) | Anmerkung |
| ----- | ----------------- | ---------- | -------- | --------- |
| 1     | Kendra Harrison   | USA        | 12,74    |           |
| 2     | Liz Clay          | Australien | 12,87    |           |
| 3     | Luminosa Bogliolo | Italien    | 12,93    |           |
| 4     | Elwira Herman     | Belarus    | 12,95    |           |
| 5     | Mulern Jean       | Haiti      | 12,99    | SB        |
| 6     | Ebony Morrison    | Liberia    | 13,00    |           |
| 7     | Sarah Lavin       | Irland     | 13,16    |           |
| 8     | Laura Valette     | Frankreich | 14,52    |           |

### Lauf 3

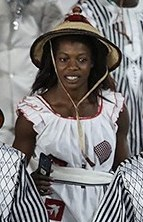
Marthe Koala – ausgeschieden als Sechste des dritten Vorlaufs
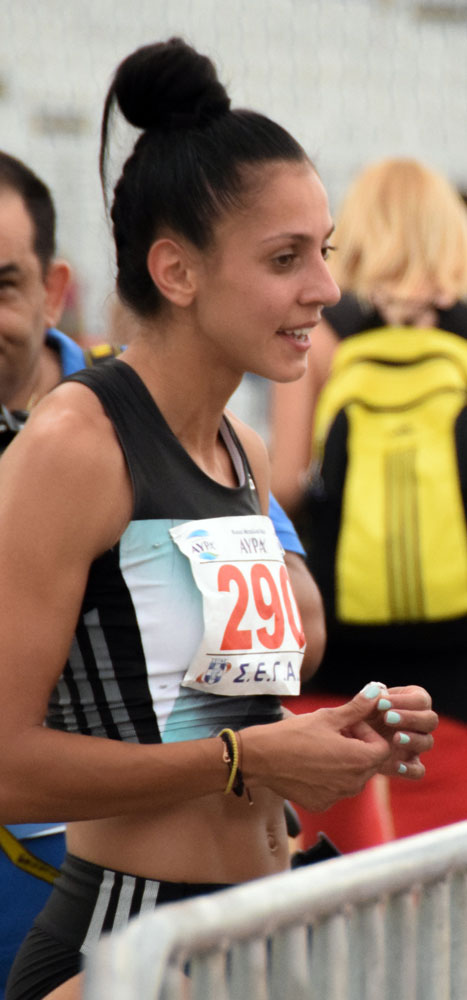
Elisavet Pesiridou – im dritten Vorlauf nicht im Ziel

31. Juli 2021, 11:01 Uhr (04:01 Uhr MESZ)
Wind: +0,4 m/s
| Platz | Name               | Nation       | Zeit (s) | Anmerkung |
| ----- | ------------------ | ------------ | -------- | --------- |
| 1     | Tobi Amusan        | Nigeria      | 12,72    |           |
| 2     | Yanique Thompson   | Jamaika      | 12,74    |           |
| 3     | Pia Skrzyszowska   | Polen        | 12,75    | PB        |
| 4     | Devynne Charlton   | Bahamas      | 12,84    |           |
| 5     | Annimari Korte     | Finnland     | 13,06    |           |
| 6     | Marthe Koala       | Burkina Faso | 13,11    |           |
| 7     | Masumi Aoki        | Japan        | 13,59    |           |
| DNF   | Elisavet Pesiridou | Griechenland |          |           |

### Lauf 4

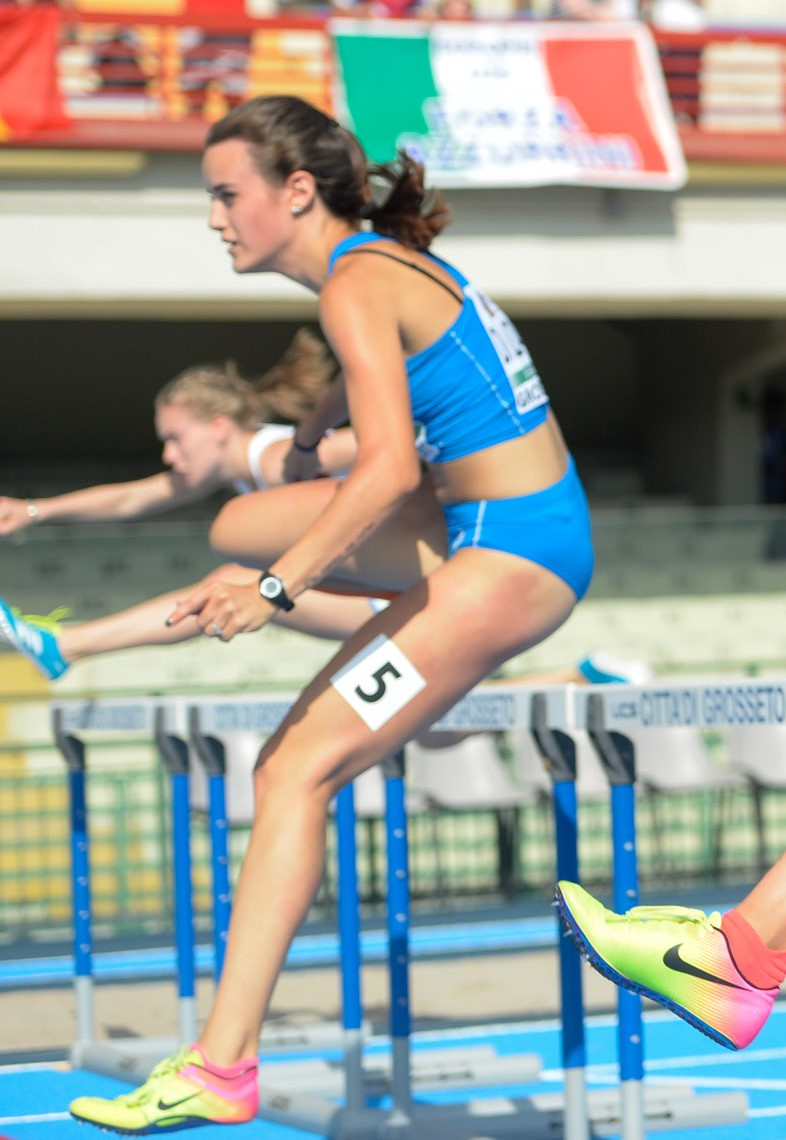
Elisa Di Lazzaro – ausgeschieden als Fünfte des vierten Vorlaufs

31. Juli 2021, 11:09 Uhr (04:09 Uhr MESZ)
Wind: −1,1 m/s
| Platz | Name                | Nation     | Zeit (s) |
| ----- | ------------------- | ---------- | -------- |
| 1     | Britany Anderson    | Jamaika    | 12,67    |
| 2     | Christina Clemons   | USA        | 12,91    |
| 3     | Luca Kozák          | Ungarn     | 12,97    |
| 4     | Pedrya Seymour      | Bahamas    | 13,04    |
| 5     | Elisa Di Lazzaro    | Italien    | 13,08    |
| 6     | Teresa Errandonea   | Spanien    | 13,15    |
| 7     | Ketiley Batista     | Brasilien  | 13,40    |
| DNS   | Cyréna Samba-Mayela | Frankreich |          |

### Lauf 5

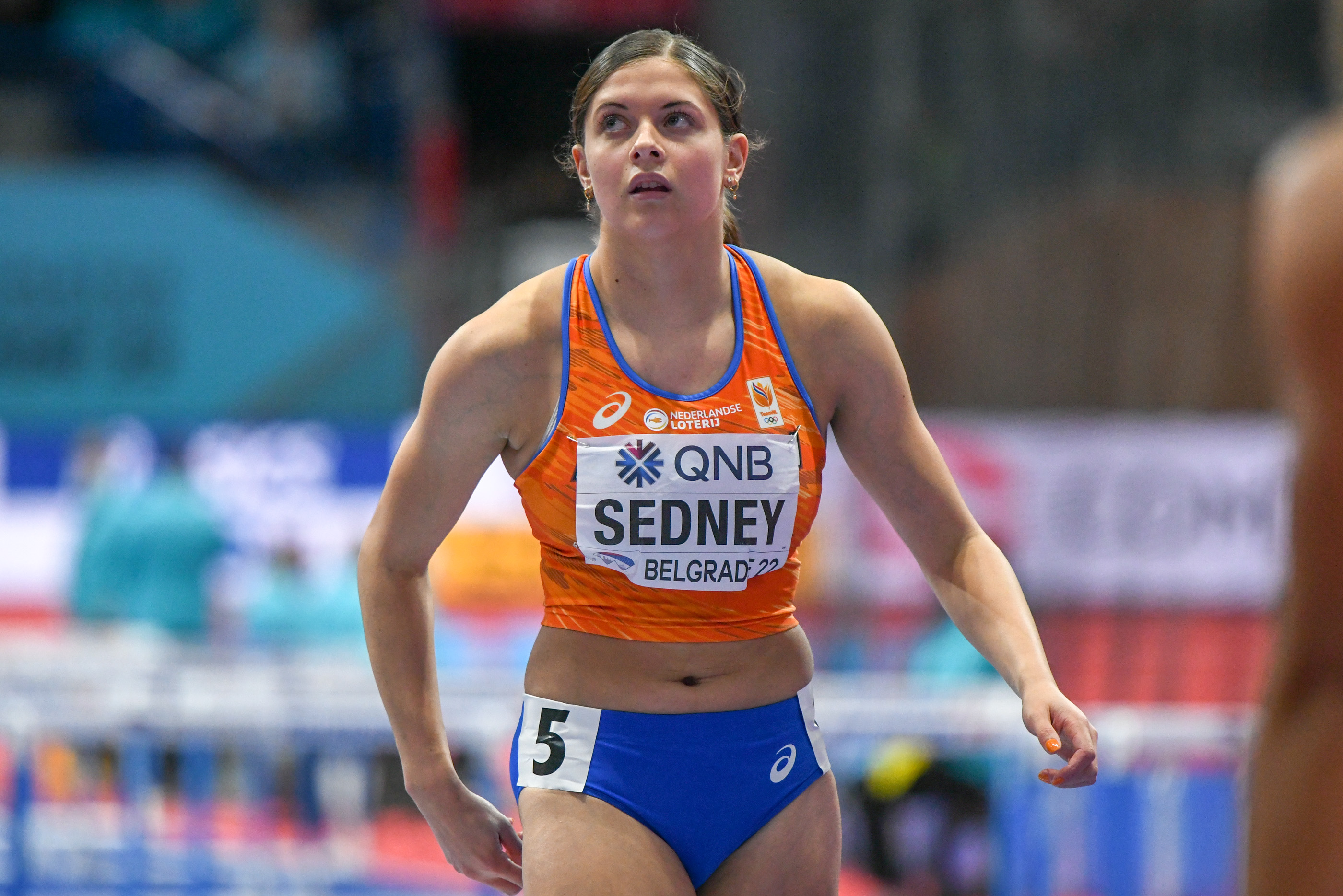
Zoë Sedney – ausgeschieden als Siebte des fünften Vorlaufs
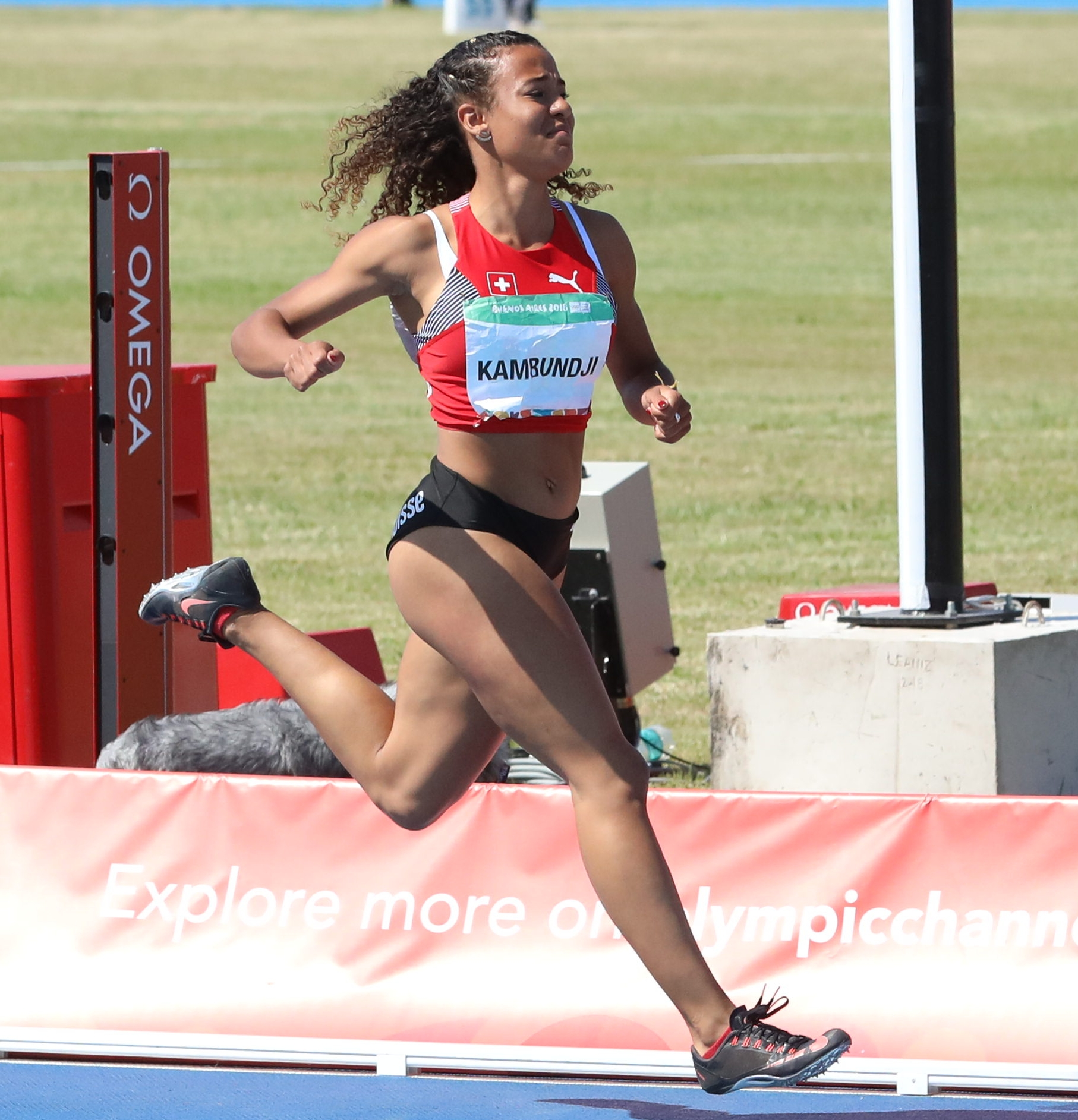
Ditaji Kambundji – ausgeschieden als Achte des fünften Vorlaufs

31. Juli 2021, 11:17 Uhr (04:17 Uhr MESZ)
Wind: +0,3 m/s
| Platz | Name                  | Nation         | Zeit (s) | Anmerkung |
| ----- | --------------------- | -------------- | -------- | --------- |
| 1     | Jasmine Camacho-Quinn | Puerto Rico    | 12,41    |           |
| 2     | Megan Tapper          | Jamaika        | 12,53    | PB        |
| 3     | Anne Zagré            | Belgien        | 12,83    | SB        |
| 4     | Tiffany Porter        | Großbritannien | 12,85    |           |
| 5     | Asuka Terada          | Japan          | 12,95    |           |
| 6     | Klaudia Siciarz       | Polen          | 12,98    |           |
| 7     | Zoë Sedney            | Niederlande    | 13,03    |           |
| 8     | Ditaji Kambundji      | Schweiz        | 13,17    |           |
| 9     | Ana Camila Pirelli    | Paraguay       | 13,98    | SB        |

## Halbfinale
Das Halbfinale umfasste drei Läufe. Für das Finale qualifizierten sich pro Lauf die ersten beiden Athletinnen (hellblau unterlegt). Darüber hinaus kamen die zwei Zeitschnellsten, die sogenannten Lucky Loser (hellgrün unterlegt), weiter.

### Lauf 1

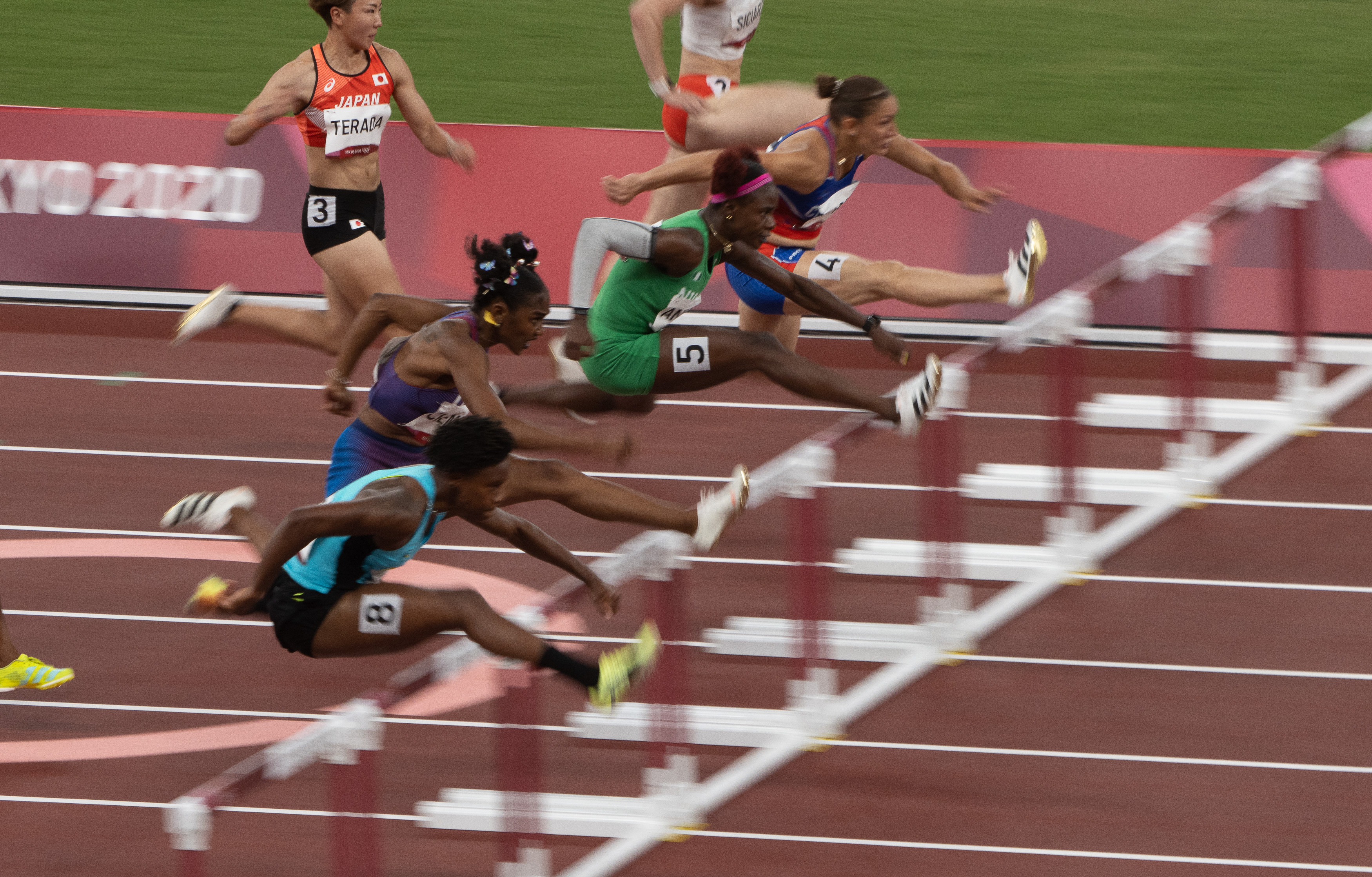
Zweites Halbfinale:
Devynne Charlton (Bahn 8), Christina Clemons (B. 7), Tobi Amusan (B. 5), Andrea Vargas (B. 4), Asuka Terada (B. 3), Klaudia Siciarz (B. 2)
nicht im Bild: Yanique Thompson, Luca Kozák

1. August 2021, 19:45 Uhr (12:45 Uhr MESZ)
Wind: −0,8 m/s
| Platz | Name              | Nation     | Zeit (s) | Anmerkung |
| ----- | ----------------- | ---------- | -------- | --------- |
| 1     | Tobi Amusan       | Nigeria    | 12,62    |           |
| 2     | Devynne Charlton  | Bahamas    | 12,66    |           |
| 3     | Andrea Vargas     | Costa Rica | 12,69    | SB        |
| 4     | Christina Clemons | USA        | 12,76    |           |
| 5     | Klaudia Siciarz   | Polen      | 12,84    | SB        |
| 6     | Asuka Terada      | Japan      | 13,06    |           |
| DNF   | Luca Kozák        | Ungarn     |          |           |
| DNF   | Yanique Thompson  | Jamaika    |          |           |

Im ersten Halbfinale ausgeschiedene Hürdensprinterinnen:

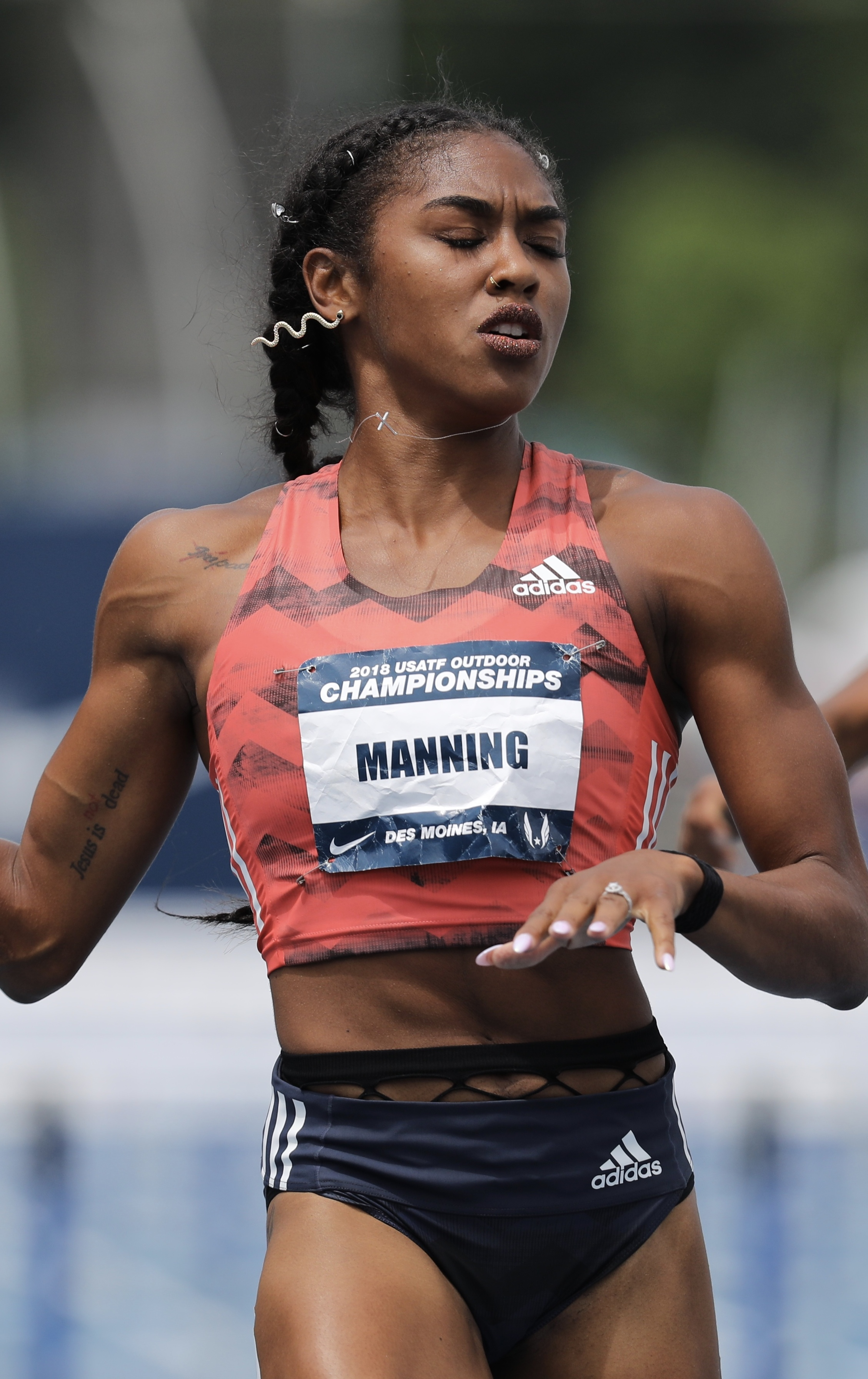
Christina Clemons, frühere Christina Manning – Rang vier
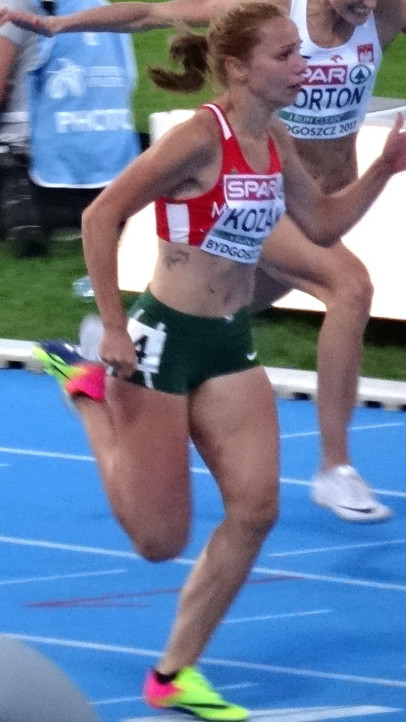
Luca Kozák – nicht im Ziel

### Lauf 2

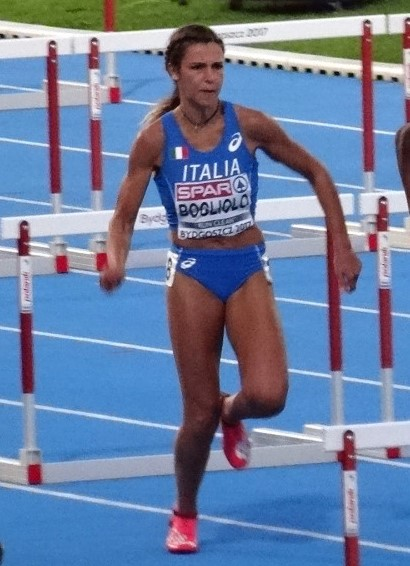
Luminosa Bogliolo – ausgeschieden als Vierte des zweiten Halbfinals
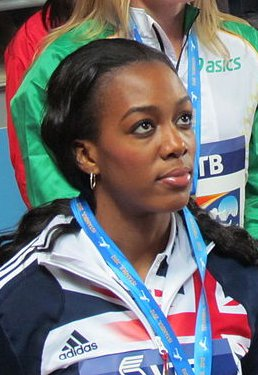
Tiffany Porter – ausgeschieden als Fünfte des zweiten Halbfinals
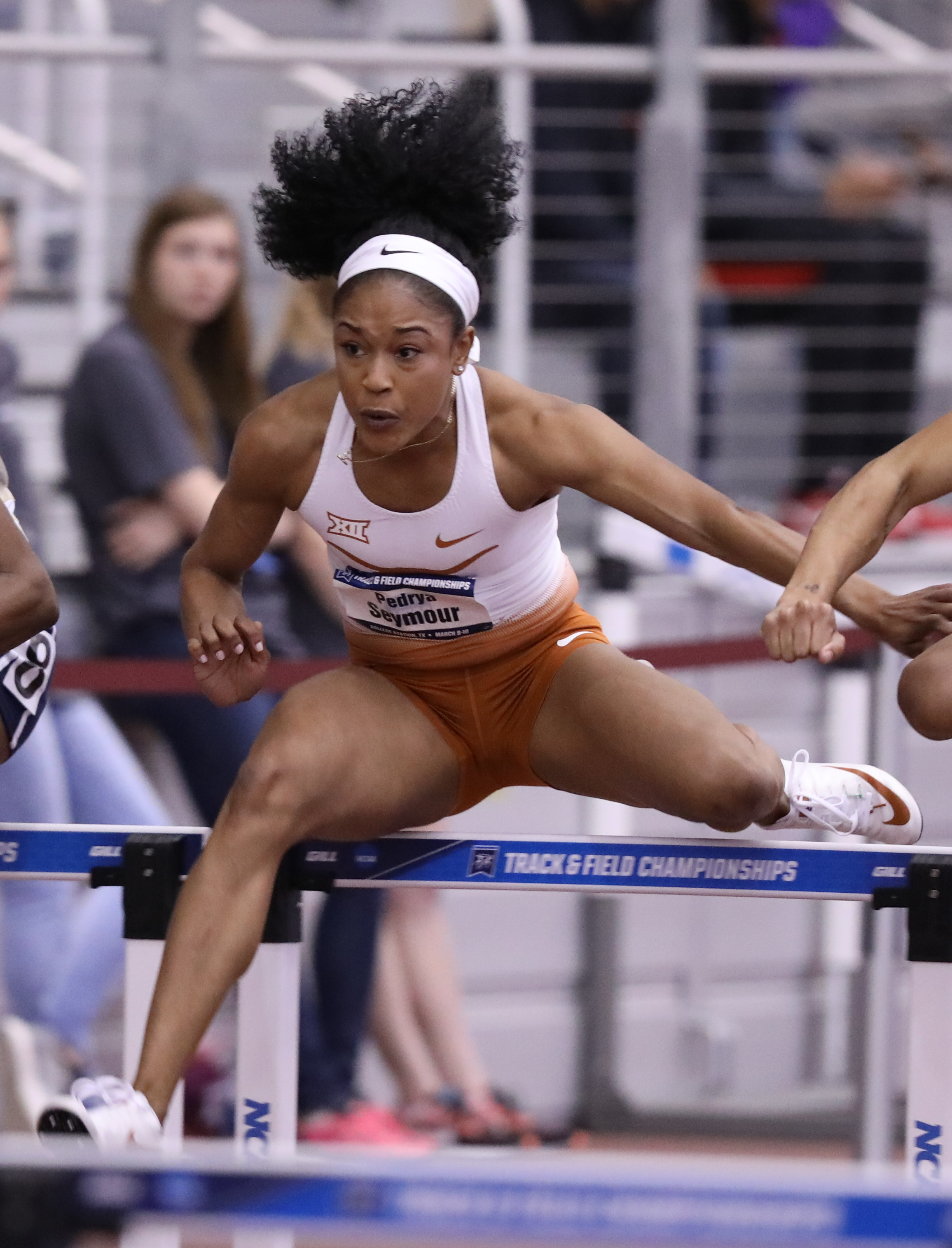
Pedrya Seymour – ausgeschieden als Achte des zweiten Halbfinals

1. August 2021, 19:53 Uhr (12:53 Uhr MESZ)
Wind: ±0,0 m/s
| Platz | Name              | Nation         | Zeit (s) | Anmerkung |
| ----- | ----------------- | -------------- | -------- | --------- |
| 1     | Britany Anderson  | Jamaika        | 12,40    | PB        |
| 2     | Kendra Harrison   | USA            | 12,51    |           |
| 3     | Liz Clay          | Australien     | 12,71    | PB        |
| 4     | Luminosa Bogliolo | Italien        | 12,75    | NR        |
| 5     | Tiffany Porter    | Großbritannien | 12,86    |           |
| 6     | Pia Skrzyszowska  | Polen          | 12,89    |           |
| 7     | Mulern Jean       | Haiti          | 13,09    |           |
| 8     | Pedrya Seymour    | Bahamas        | 13,09    |           |

### Lauf 3

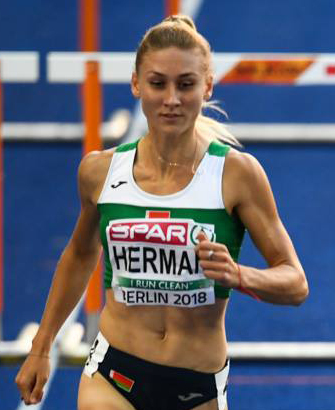
Elwira Herman – ausgeschieden als Fünfte des dritten Halbfinals
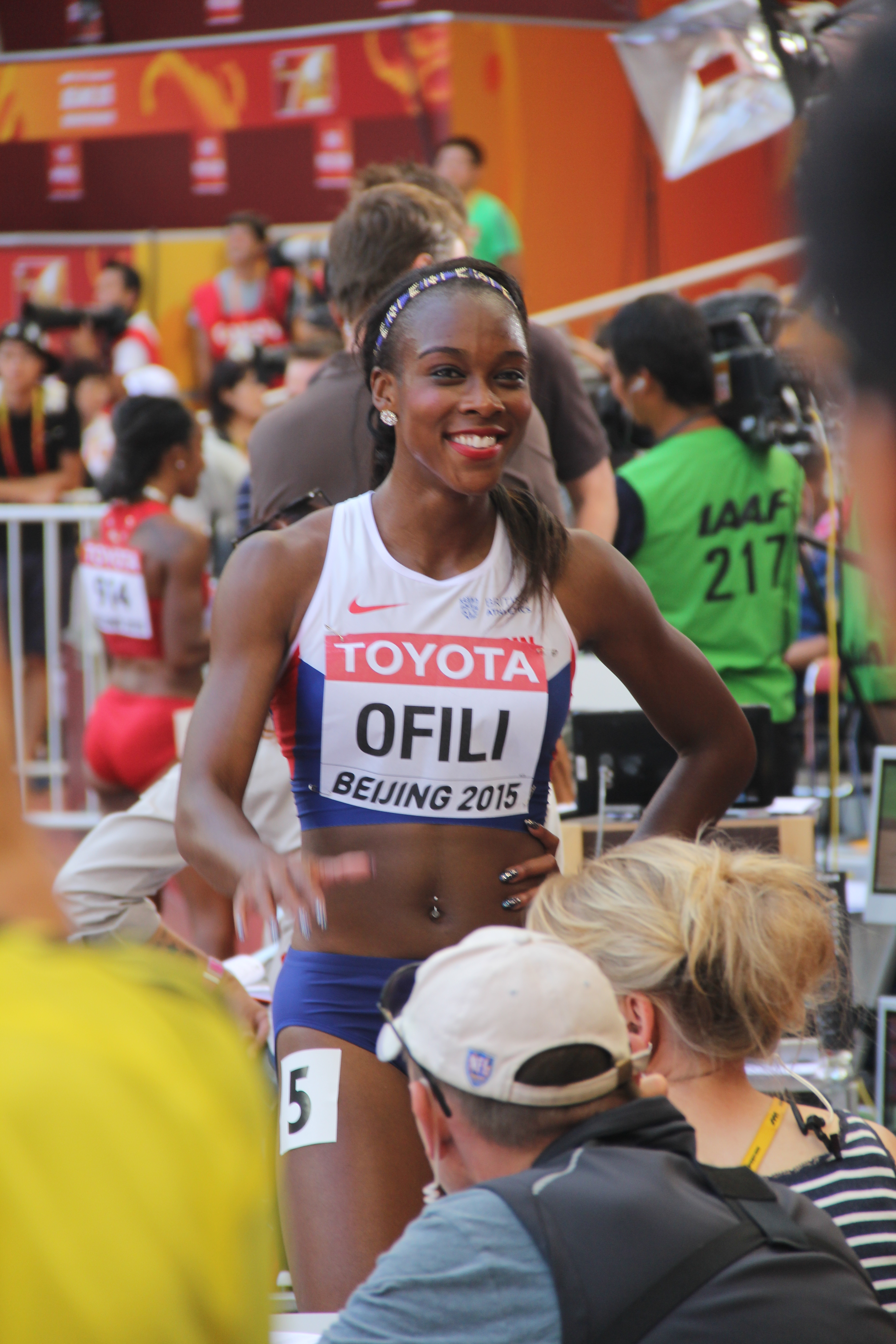
Cindy Sember, frühere Cindy Ofili – ausgeschieden als Siebte des dritten Halbfinals
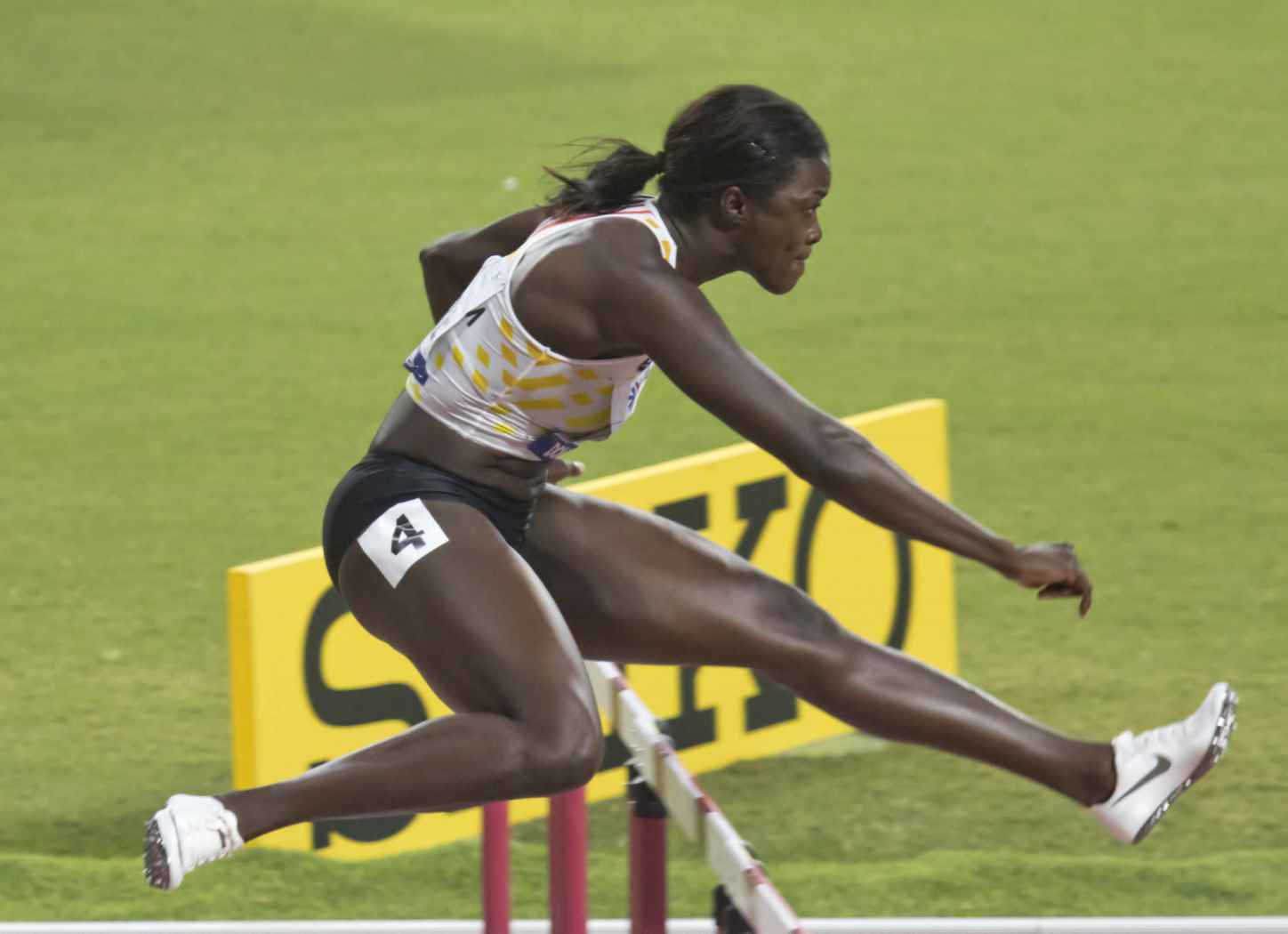
Anne Zagré – ausgeschieden als Achte des dritten Halbfinals

1. August 2021, 20:01 Uhr (13:01 Uhr MESZ)
Wind: −0,2 m/s
| Platz | Name                  | Nation         | Zeit (s) | Anmerkung |
| ----- | --------------------- | -------------- | -------- | --------- |
| 1     | Jasmine Camacho-Quinn | Puerto Rico    | 12,26    | OR/NR     |
| 2     | Megan Tapper          | Jamaika        | 12,62    |           |
| 3     | Nadine Visser         | Niederlande    | 12,63    | SB        |
| 4     | Gabriele Cunningham   | USA            | 12,67    |           |
| 5     | Elwira Herman         | Belarus        | 12,71    |           |
| 6     | Ebony Morrison        | Liberia        | 12,74    | NR        |
| 7     | Cindy Sember          | Großbritannien | 12,76    |           |
| 8     | Anne Zagré            | Belgien        | 12,78    | SB        |

## Finale

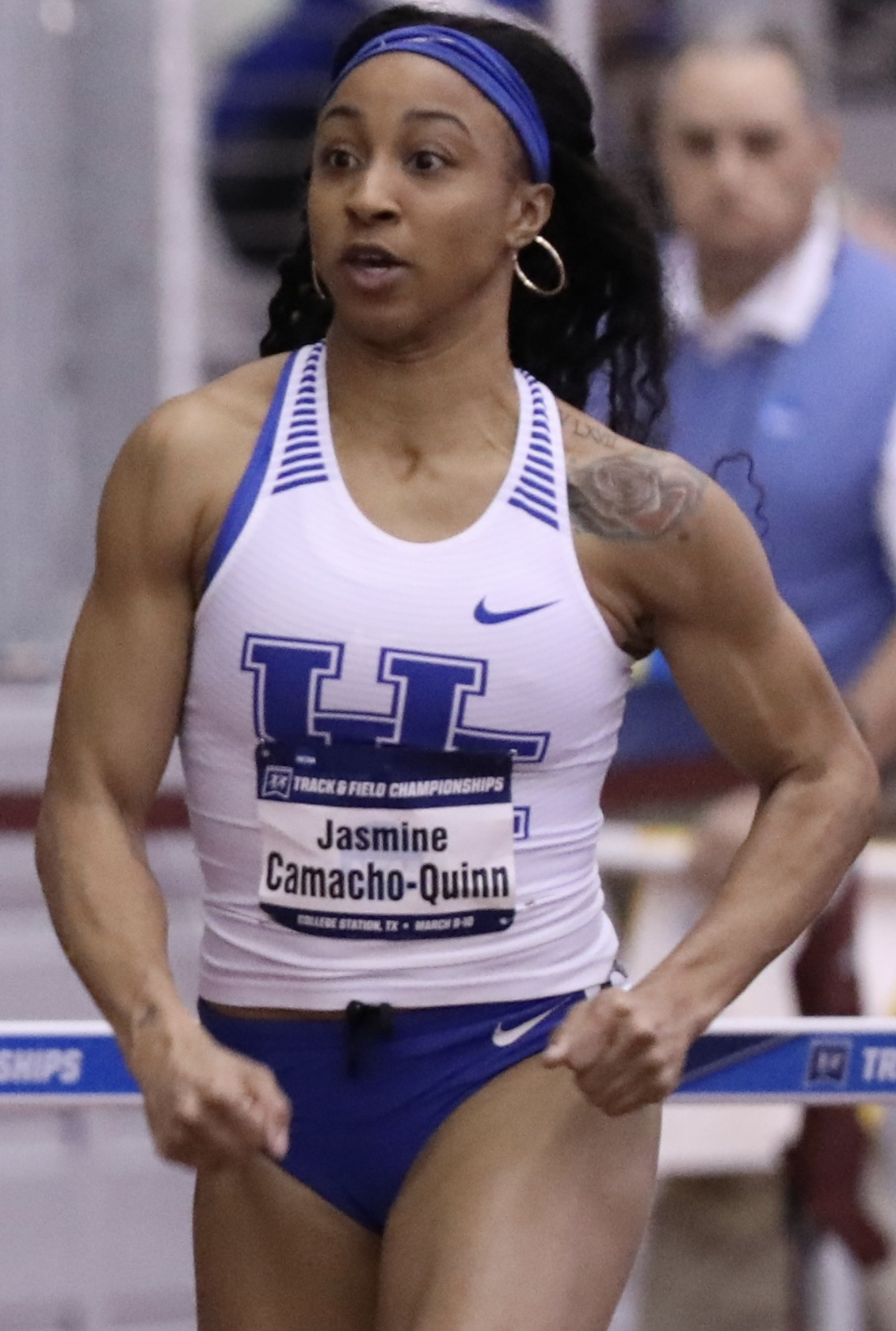
Jasmine Camacho-Quinn gewann mit deutlichem Vorsprung olympisches Gold

2. August 2021, 11:50 Uhr (04:50 Uhr MESZ)
Wind: −0,3 m/s
| Platz | Name                  | Nation      | Zeit (s) |
| ----- | --------------------- | ----------- | -------- |
| 1     | Jasmine Camacho-Quinn | Puerto Rico | 12,37    |
| 2     | Kendra Harrison       | USA         | 12,52    |
| 3     | Megan Tapper          | Jamaika     | 12,55    |
| 4     | Tobi Amusan           | Nigeria     | 12,60    |
| 5     | Nadine Visser         | Niederlande | 12,73    |
| 6     | Devynne Charlton      | Bahamas     | 12,74    |
| 7     | Gabriele Cunningham   | USA         | 13,01    |
| 8     | Britany Anderson      | Jamaika     | 13,24    |

In den Semifinals hatte die Puertoricanerin Jasmine Camacho-Quinn bei einem Gegenwind von 0,2 m/s mit 12,26 s einen neuen olympischen Rekord aufgestellt und war damit deutlich schneller als alle ihre Konkurrentinnen. Die US-amerikanische Weltrekordinhaberin und Vizeweltmeisterin von 2019 Kendra Harrison war in ihrem Halbfinale bei Windstille in 12,51 s hinter der Jamaikanerin Britany Anderson (12,40 s) nur Zweite geworden. Diese drei Hürdensprinterinnen gingen als Favoritinnen ins Finale. Aber auch die weiteren für den Endlauf qualifizierten Athletinnen hatten mit ihren Zeiten nicht weit hinter Anderson und Harrison gelegen und waren deshalb im Kampf um die Medaillen nicht zu unterschätzen. Die US-Amerikanerin Gabriele Cunningham war mit 12,67 s die achtschnellste Teilnehmerin, vor ihr lagen die Nigerianerin Tobi Amusan (12,62 s), Megan Tapper aus Jamaika (12,62 s), die Niederländerin Nadine Visser (12,63 s) sowie Devynne Charlton von den Bahamas (12,66 s).
Im Finale erwischte Harrison einen guten Start und lag an der ersten Hürde hauchdünn vorne. Doch Camacho-Quinn fand schnell ihren Rhythmus und setzte sich an die Spitze des hier eng zusammenliegendes Feldes. Harrison hielt ihren zweiten Platz, doch auf der Außenbahn lief Tapper fast gleichauf mit der US-Amerikanerin. Mit etwas Abstand folgten Amusan und Anderson.
Jasmine Camacho-Quinn lief ihr Rennen unbeirrt zu Ende und gewann mit 12,37 s, der zweitschnellsten Zeit aller Olympiasiegerinnen, die Goldmedaille. Ihr Vorsprung vor Kendra Harrison, die Olympiazweite wurde, war mit fünfzehn Hundertstelsekunden deutlich. Nur weitere drei Hundertstelsekunden zurück errang Megan Tapper die Bronzemedaille. In 12,60 s belegte Tobi Amusan Rang vier mit dreizehn Hundertstelsekunden Vorsprung vor Nadine Visser (12,73 s). Auf den sechsten Platz kam Devynne Charlton in 12,74 s
Jasmine Camacho-Quinn errang die erste olympische Goldmedaille in der Leichtathletik für ihr Land Puerto Rico.

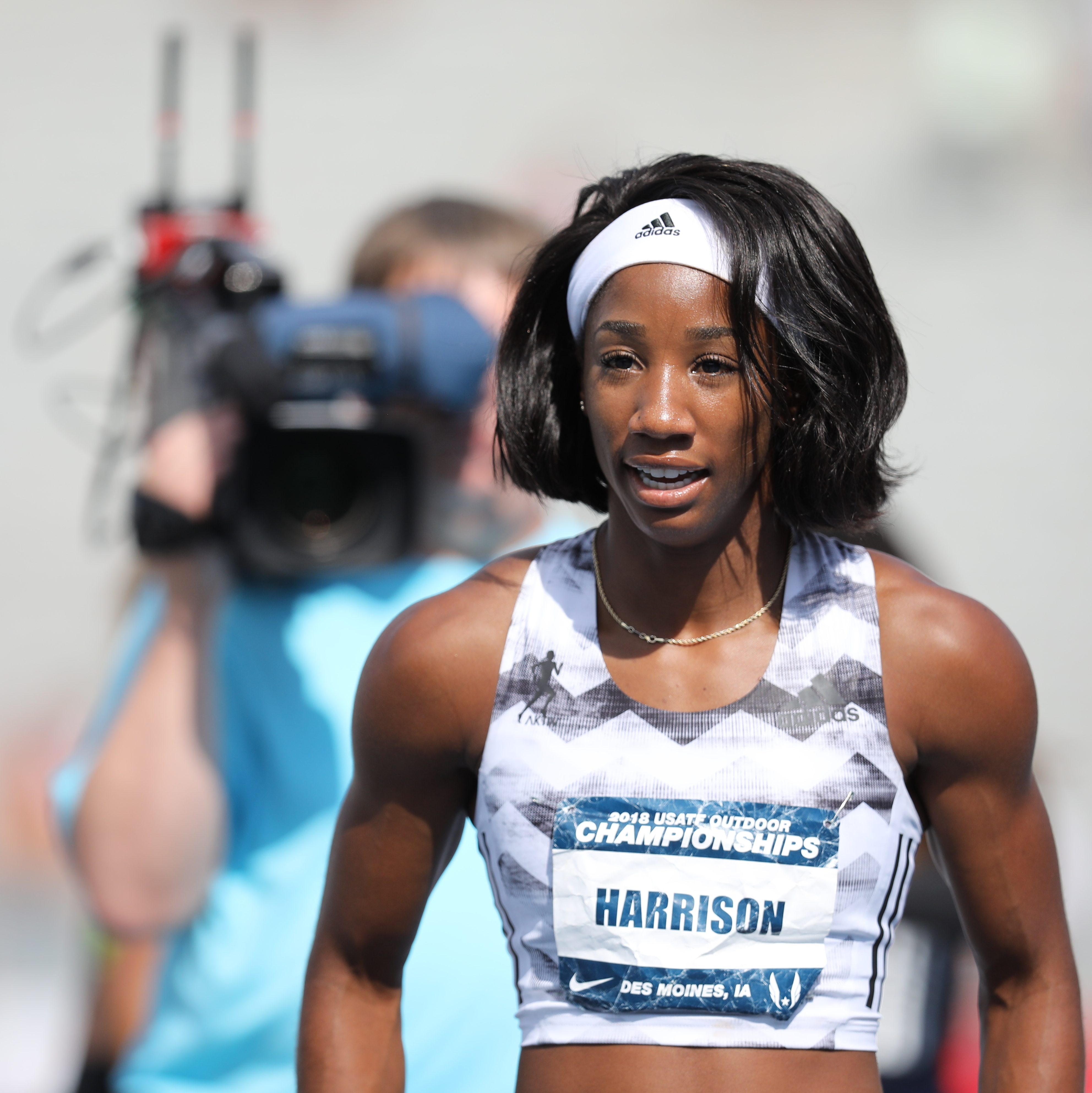
Nach Silber bei den Weltmeisterschaften 2019 gewann die Weltrekordlerin Kendra Harrison auch hier in Tokio Silber
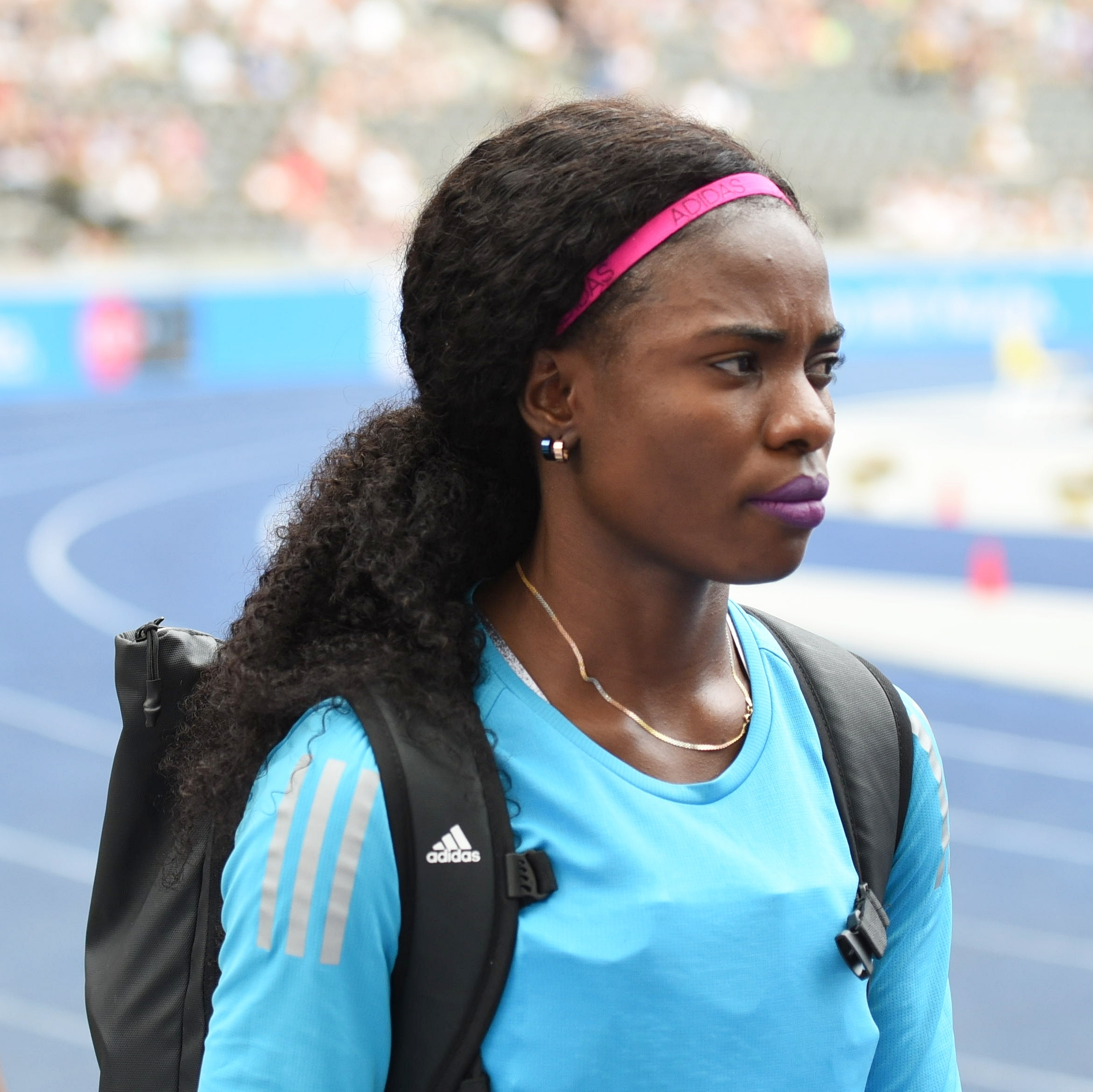
Der viertplatzierten Tobi Amusan fehlten fünf Hundertstelsekunden zu einem Medaillenrang
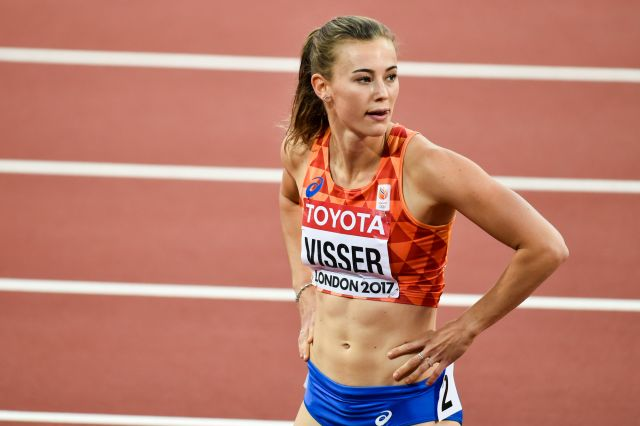
Die auch als Siebenkämpferin erfolgreiche Nadine Visser kam auf den fünften Platz

## Video
- Women's 100m Hurdles - Athletics, Final Highlights, Olympic Games - Tokyo 2020, youtube.com, abgerufen am 2. Juni 2022